# 도루묵도마뱀
도루묵도마뱀(학명: Scincus scincus 스킨쿠스 스킨쿠스[*])은 도마뱀과에 속하는 파충류의 일종으로 모래 속에서 굴을 파거나 헤엄치는 듯한 습성을 지녔다. 사하라 사막과 아라비아 반도가 원 서식지이나, 반려동물로서 이외의 지역에서도 볼 수 있다.

## 특징
영명에 '샌드피시'라는 이름이 붙게 된 것은 모래를 헤엄치듯이 움직이는 능력에서 기원했기 때문이다. 성체는 꼬리까지 포함해 몸길이가 약 20cm에 달한다.

사막의 열에 대해 특이한 방식으로 대처하는데, 그것은 바로 느슨하고 부드러운 모래 속으로 잠수하는 것이다. 모래 속에서 구불구불하게 움직이면서 3Hz의 일정한 진동을 일으킨다. 이는 몸이 과열되는 것을 방지하고 사하라사막살무사(Cerastes vipera)와 같은 잠재 포식자들에게서 피할 수 있게 한다.
주둥이는 길고 쐐기 모양이며, 납작한 아랫턱은 바구니 모양이다. 작고 가늘어진 몸은 익숙하지 않은 눈으로 보기엔 기름진 것처럼 보일 수 있는 부드럽고 반짝이는 비늘로 덮여 있으며, 다리는 짧고 튼튼하며 길고 평평하며 술이 있는 삽 모양의 발을 가지고 있다. 꼬리는 짧고 끝으로 갈수록 가늘어진다. 몸 색깔은 노란색 또는 담갈색에 갈색 또는 검은색 십자띠가 있는 것이 매력적이다. 또한 눈을 감아 모래가 눈에 들어가지 않도록 할 수 있는 구슬 같은 눈을 지니고 있다. 마찬가지로 콧구멍이 매우 작아서 코와 폐로 모래가 들어가는 것을 모두 막아준다.
엑스레이 영상에서 볼 때, 도루묵도마뱀은 팔다리를 노처럼 사용하지 않는 대신 옆구리에 팔다리를 대고 기복 보행을 사용하여 몸 앞쪽으로 추진시켜 모래 속에서 헤엄치는 것으로 나타났다. 로봇 모델, 및 근전도검사를 이용한 도루묵도마뱀의 사영(沙泳) 계산에 대한 후속 연구에 따르면, 이 도마뱀의 해부 구조를 고려할 때 최소한의 에너지 비용으로 모래를 통과할 수 있는 최적의 파형(波形)을 사용한다.
이 도마뱀은 사막 모래에 완전히 잠겨 있는 상태로도 숨을 쉴 수 있어 '모래고기'(샌드피시)라는 별칭을 더욱 뒷받침해준다. 모래 알갱이 사이의 작은 공극을 통해 호흡하고, 특별한 호흡기관이 공기와 같이 흡입한 입자들이 폐에 도달하기 전에 걸러낸다. 그런 다음 재채기를 하여 입자들을 배출한다.

## 서식 범위
도무룩도마뱀은 아프리카 서해안에서부터 사하라 사막을 지나 아라비아 반도로 이어지는 드넓은 사막 띠에 분포해 있다.

## 먹이

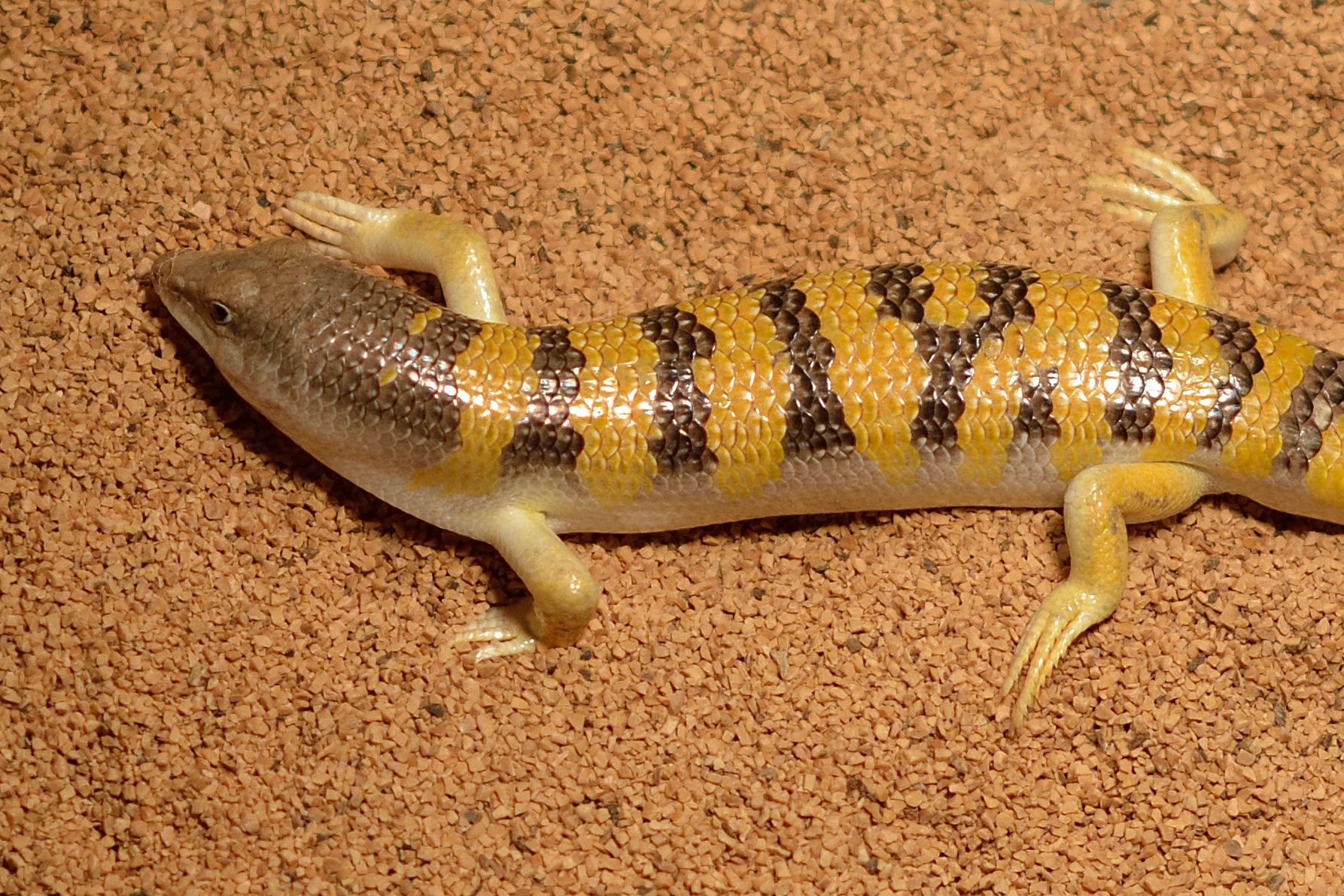
미성숙한 사육 개체(수컷)

도루묵도마뱀은 충식성이다. 귀뚜라미, 거저리 유충 등을 먹이로 삼는다. 주변의 곤충들이 움직이면서 발생시키는 진동을 감지해 그 위치를 찾아 숨어있다가 덮쳐서 사냥한다.

## 내온성
도루묵도마뱀은 서식지가 생물이 가장 살기 어려운 곳 중 하나이기 때문에 강하며 회복력이 뛰어나다. 32~54°C의 온도에서 생활하는 것을 선호한다.

## 같이 보기
- 도루묵도마뱀속